# Charinus martinicensis
Espèce
Charinus martinicensis est une espèce d'amblypyges de la famille des Charinidae.

## Distribution
Cette espèce est endémique de Martinique. Elle se rencontre sur le Morne Manioc.

## Description
La femelle holotype mesure 6,71 mm, sa carapace 2,56 mm de long sur 3,29 mm et l'abdomen 4,15 mm. Les mâles mesurent de 4,39 mm à 5,30 mm.

## Étymologie
Son nom d'espèce, composé de martinic[a] et du suffixe latin -ensis, « qui vit dans, qui habite », lui a été donné en référence au lieu de sa découverte, la Martinique.

## Publication originale
- Teruel & Coulis, 2017 : « First record of the genus Charinus Simon, 1892 from Martinique, Lesser Antilles, with description of a new species (Amblypygi:Charinidae). » Ecologica Montenegrina, no 13, p. 30-36.